# Anisopogon gracillimus
Anisopogon gracillimus là một loài ruồi trong họ Asilidae. Anisopogon gracillimus được Lehr miêu tả năm 1970. Loài này phân bố ở vùng Cổ Bắc giới.